# Xabiiba Cabdilaahi
Xabiiba Cabdilaahi oder Xabiiba Balbalaaf (Habiba Abdillah Waberi, Somali Xabiiba Cabdilaahi, geb. 8. Juli 1961, Dschibuti, Französisch Somaliland; gest. 23. Juni 2020, Dschibuti-Stadt, Dschibuti) war eine Sängerin aus Dschibuti.

## Leben
Habiba Abdillah Waberi wurde am 8. Juli 1961 in Dschibuti, damals Französisch Somaliland, geboren. Sie lebte mit ihrer Familie in Quartier 6. Im Alter von 21 Jahren trat sie erstmals mit der Gruppe Gacan Macan auf und begann ihre Künstlerkarriere 1982. Sie gehört zum Clan der Issa, einer Untergruppe des Somali-Volkes. In den 1990ern war sie eine dominierende Stimmen der dschibutischen Musikszene. Oft verband sie Satire, Metaphern und historische Anspielungen um komplexe Themen in verständlicher Art zu erzählen. Ihre Songs kreisten um Geschichten von Liebe, Reisen und Hoffnung.
Habiba starb am 23. Juni 2020 im Peltier Hospital in Dschibuti-Stadt.

## Musik
Beliebte Lieder aus ihrem Repertoire:
- Geesi
- Farsamo
- Bashahaygow